# Пирин (село)
Вижте пояснителната страница за други значения на Пирин.
Пѝрин е село в Югозападна България. То се намира в община Сандански, област Благоевград.

## География
Село Пирин се намира в планински район, на границата между Среден и Южен Пирин. Разположено е в историко-географската област Мървашко в живописна местност до течението на река Пиринска Бистрица. До селото се стига по 2 километрова отбивка от главния път, свързващ град Гоце Делчев с долината на Струма и ГКПП Кулата. От селото води третокласен път за хижите Малина и Пирин.

## История
През XIV век село Пирин е епископски център, споменат с името Ферем в Простагмата на Стефан Душан до кефалията Райко от 1345 година.
Село Пирин е един от големите центрове на средновековната черна металургия в Мървашко. В землището му е имало 11 пещи (пехци) и 5 самокова. Последният самоков просъществувал до 1896 година. В селото са работели около 30 ковачници (кузни) за подкови, клинци, пирони, земеделски сечива и други. Получени произведения се разнасяли главно по пазарите в Сярско.
През XIX век село Пирин е едно от големите планински села в Демирхисарската каза. В „Етнография на вилаетите Адрианопол, Монастир и Салоника“, издадена в Константинопол в 1878 година и отразяваща статистиката на населението от 1873 година, в село Пирин са отбелязани 120 домакинства с 410 жители българи. Църквата „Свети Никола“ е от 1885 година.
В 1891 година Георги Стрезов пише за селото:
| „ | Пирин, 2 часа на С от Храсна; при двата бряга на Бистрица. почва само планиниска, която образува долище от двете паралелни била на Пирин. Дърводелци, въгляре и железари; има 2 самокова; рудата се докарва от Тарлин и Крушово. От жито става само ръж и овес. Път стръмен и опасен. В църквата цетат гръцки. Училище няма. 90 къщи. | “ |

Между 1896 – 1900 година селото преминава под върховенството на Българската екзархия.
Към 1900 година според изследванията на Васил Кънчов („Македония. Етнография и статистика“) селото наброява 1295 жители, от които 1250 българи и 45 власи.
По време на Илинденско-Преображенското въстание през 1903 година в района на селото се водят няколко сражения между въстанически формирования и турски военни части. На 1 септември 1903 година край Пирин се провежда сражение между обединени чети на Върховния македоно-одрински комитет и на Вътрешната македоно-одринска революционна организация с османски войски по време на Илинденско-Преображенското въстание. За станалите сражения ценни сведения оставя свещеник Апостол Попов.
Според статистиката на секретаря на Българската екзархия Димитър Мишев („La Macédoine et sa Population Chrétienne“) в 1905 година християнското население на село Пирин се състои от 1280 българи екзархисти. В селото функционира 1 начално българско училище с 1 учител и 38 ученици.
При избухването на Балканската война през 1912 година 8 души от село Пирин са доброволци в Македоно-одринското опълчение.
Оттук е минал Яне Сандански с коня си, преди да бъде причакан в засада няколко километра по-нагоре по пътя за Неврокоп, където днес има паметна плоча. Местните жители разказват как конят ровел с копита земята и пръхтял недоволно сутринта, преди Яне да тръгне на път за важна среща в града. После, след като стопанинът му бил застрелян, никой не могъл да го хване. Той се върнал обратно в дома на сестрата на Яне.

## Население

### Етнически състав
Преброяване на населението през 2011 г.
Численост и дял на етническите групи според преброяването на населението през 2011 г.:
|                     | Численост |
| Общо                | 191       |
| Българи             | 191       |
| Турци               | -         |
| Цигани              | -         |
| Други               | -         |
| Не се самоопределят | -         |
| Неотговорили        | -         |

## Религии
Жителите са православни християни.

## Икономика
Над селото се намира ВЕЦ „Пирин“, част от Каскада „Пиринска Бистрица“.

## Културни и природни забележителности
- Параклисът „Свети Дух“;
- Пещерите – Яворова дупка и Змейова дупка;
- Лобното място на Яне Сандански;
- В село Пирин все още съществува единственото в България двугласно оплакване на покойници, по-късно пренесено и в село Ново Делчево.

## Редовни събития

### Празникът „Св. Дух“
Всяка година на  Духовден (51 дни след Великден) се прави голям селски събор на параклиса Свети Дух в близост до селото. Тук всеки дъб е наречен на някоя фамилия и на празника всеки род застава до едноименния си пазител. Духовден е винаги в понеделник, но още в неделя жителите на селото отиват в местността около параклиса, която се нарича Света Троица. В нощта срещу празника мястото се възприема като лековито и се посещава и от болни хора, които нощуват във параклиса или под родовия дъб, а на следващия ден раздават хляб за здраве.
На самия празник се отслужва литургия. Подът на параклиса е застлан с орехова шума (листа от орех), за да са здрави хората като ореха. Прави се курбан за здраве. Организират се спортни борби, извиват се хора. Особено важно и с дълбока символика е обредното хоро, с което жените извъртат църквето. Хорото е бавно, със змиевидна стъпка – десният крак се изнася напред, а левият назад зад него. Пее се специална религиозна песен за кръщението на Младенеца Иисус, записана най-рано от Костадин Динчев през 70-те години на 20 век. Песента се пее с паузи, т.е. след изпяването на всеки ред, жените спират и по думите на информаторите почиват малко. Параклисът се обикаля няколко пъти, а когато песента е изпята до край, жените се прекръстват.
| „ | Море, изникна ми Бужя ми дърво високо, с кореня я цял'та земя фатило, с въровя я синьото небе подпряло. Под дървото Бужя ми майка Мария, в ръки държи Ристоса детя малинко. При нея са дванайся апостола. Проговори Бужа ми майка Мария: Ой ми вие дванайся апостола, запаляйте дванайся ламбаде, ударяйте дванайсе камбане, та идете на тая река Йордана, та найдете свети Йоан за калтята да ми кръсти Ристоса детя малинко. | “ |

### Бабинден
Бабинден (8 януари) е един от големите празници на селото, в който бодрият дух на старите жени разбужда древната традиция на даряване на бабите-акушерки с кърпа и поливането на ръцете им с бистра вода от родилите през изминалата година невести. Жените пеят и танцуват на площада облечени в традиционните носии, които сами са правили някога като моми.

## Личности
Родени в Пирин
- Любимка, Неда, Митра Бисерови, българско вокално трио
- Неделчо Иванов Тагарев (1880 - след 1943), македоно-одрински опълченец, служи в 3-та рота на 5-а одринска дружина;[19][20] сражава се при Мерхамли, Шаркьой, Султантепе;[20] носител на орден „За храброст“ IV степен;[19] на 4 март 1943 година като жител на София подава молба за българска народна пенсия, която е одобрена и пенсията е отпусната от Министерския съвет на Царство България[20]

Други
- Тодор Тагарев (р. 1960), български военен, по произход от Пирин[21]

## Други
Тук през 1999 година е сниман филмът „Писмо до Америка“ с режисьор Иглика Трифонова.